# Rozstęp ćwiartkowy
Rozstęp ćwiartkowy, rozstęp międzykwartylowy, przedział międzykwartylowy, rozstęp kwartylowy, rozstęp kwartylny, IQR (od ang. interquartile range) – różnica między trzecim a pierwszym kwartylem. 
Ponieważ między tymi kwartylami znajduje się z definicji 50% wszystkich obserwacji (położonych centralnie w rozkładzie), dlatego im większa szerokość rozstępu ćwiartkowego, tym większe zróżnicowanie cechy.